# Putnička kola
Putnička kola služe za prevoz putnika i od njih se sastavljaju garniture vozova za prevoz putnika. Isto tako za prevoz putnika se koriste i motorna kola i prikolice od kojih se sastavljaju garniture motornih vozova.
Svaka putnička kola imaju svoju domovnu stanicu čiji je naziv skraćeno označen na njima. Prema pripadnosti kola se dele na sopstvena i strana. sopstvena kola se obeležavaju znakom države kojoj pripadaju a stranim kolima se smatraju kola strane železnice i obeležavaju se znakom železnice sopstvenice. Sva putnička kola, bez obzira kojoj železničkoj upravi pripadaju, imaju svoje karakteristike koje zavise od vrste kola.
Putnička kola se dele na:
- kola sa sedištima prvog razreda slovna serija
- kola sa sedištima drugog razreda slovna serija
- kola sa sedištima prvog i drugog razreda slovna serija
- kola sa ležajima prvog razreda slovna serija
- kola sa ležajima drugog razreda slovna serija
- kola sa ležajima prvog i drugog razreda slovna serija
- kola za spavanje prvog razreda slovna serija
- kola za spavanje drugog razreda slovna serija
- kola za spavanje prvog i drugog razreda slovna serija
- kola-restoran slovna serija
- kola za sedenje prvog razreda i bife odeljkom slovna serija
- kola za sedenje drugog razreda i bife odeljkom slovna serija
- prtljažna kola slovna serija
- kola sa sedištima drugog razreda i odeljkom za prtljag slovna serija
- salonska kola slovna serija
- kola za prevoz automobila slovna serija
- poštanska kola slovna serija Post
- kola sa sedištima drugog razreda i odeljkom za postu slovna oznaka
- specijalna kola
- privatna kola
- inspekcijska kola

## Literatura
- Ellis, Hamilton (1968, fourth printing 1973). The pictorial encyclopedia of railways. Hamlyn Publishing Group. ISBN 978-0-600-03075-1. Проверите вредност парамет(а)ра за датум: |date= (помоћ)
- Mencken, August (1957, reprinted 2000). The railroad passenger car: An illustrated history of the first hundred years with accounts by contemporary passengers. Johns Hopkins University Press, Baltimore, MD. ISBN 978-0-8018-6541-1. Проверите вредност парамет(а)ра за датум: |date= (помоћ)
- Welsh, Joe (2005) New deal for rail travel, Classic trains special edition: Streamliner pioneers, Kalmbach Publishing, Waukesha, WI, 3, 8-17.
- White, John H., Jr. (1978). The American railroad passenger car, part 1. Johns Hopkins University Press, Baltimore, MD. ISBN 978-0-8018-2722-8.